# Mathew St. Patrick
Pour les articles homonymes, voir Matthew Patrick (homonymie).
Mathew St. Patrick (né le 17 mars 1968 à Philadelphie en Pennsylvanie) est un acteur américain. Il est surtout connu pour son rôle de Keith Charles dans la série Six Feet Under.

## Biographie
Mathew St. Patrick est né le 17 mars 1968 à Philadelphie (Pennsylvanie). Il a deux frères et une sœur.
Il s'installe à New York, puis, pendant huit ans, à Chicago, où il exerce le métier de livreur pour diverses entreprises : Coca-Cola, UPS, un magasin de meubles et Union Pacific.
En 1994, il déménage à Los Angeles afin de devenir acteur et réussit à être accepté au West Coast Theater en 1996.

### Vie privée
Il a un fils, Tommy St Patrick, né en 1995.

## Carrière
Sa carrière, qui se déroule pour l'essentiel à la télévision, prend son envol lorsqu'il remplace un autre acteur, en 1997, pour jouer le détective Marcus Taggert dans Hôpital central. Il décroche ensuite le rôle de Adrian Sword dans La Force du destin (1998-2000).
De 2001 à 2005, il incarne Keith Charles, un policier gay, dans la série de HBO Six Feet Under.
En 2004, il prête sa voix dans la série d'animation Danny Fantôme. L'année suivante, il joue l'inspecteur Kenneth Marjorino dans 13 épisodes de Réunion : Destins brisés. 
Au cinéma, en 2007, Il incarne Wick, un agent du FBI, dans le film Rogue : L'Ultime Affrontement et, en 2008, il est Seth dans le film d'horreur Alien Raiders et un détective dans le film Sleepwalking.
Après avoir été Bobby Jenlow dans l'épisode pilote de la série télévisée NCIS : Los Angeles, il enchaîne plusieurs apparitions comme guest star pour diverses séries télévisées : Private Practice, Saving Grace, Dr Emily Owens, NCIS : Enquêtes spéciales et Sons of Anarchy.

## Filmographie

### Cinéma

#### Longs métrages
- 1997 : Steel Sharks de Rodney McDonald : Mattox
- 1998 : Surface to Air de Rodney McDonald : Quinland
- 2005 : USS Poséidon (Tides of War) de Brian Trenchard-Smith : Commandant en second Steven Barker
- 2007 : Rogue : L'Ultime Affrontement (War) de Philip G. Atwell : Wick
- 2008 : Sleepwalking de William Maher : Un détective
- 2008 : Alien Raiders de Ben Rock : Seth Steadman
- 2008 : Ball Don't Lie de Brin Hill : Louis Accord
- 2014 : Kristy d'Olly Blackburn : Wayne
- 2018 : Doe de Justin Foia : Carl
- 2019 : Ice Cream in the Cupboard de Drew Pollins : Dr. Derek Crowder

#### Courts métrages
- 2015 : Eddie and the Aviator de Sean Whitesell : L'aviateur
- 2017 : Extinction d'Iram Parveen Bilal : Agent Davidson

### Télévision

#### Séries télévisées
- 1996 : Moesha : Un entraîneur
- 1996 / 1998 : New York Police Blues (NYPD Blue) : Rickie / Marvin Livingstone
- 1997 : Hôpital central (General Hospital) : Détective Marcus Taggert
- 1997 : Beverly Hills 90210 : Un joueur de basket
- 1998 : Mike Hammer, Private Eye : Marcus Aurelius Sterling
- 1998 - 2000 : La Force du destin (All My Children) : Adrian Sword
- 2001 - 2005 : Six Feet Under : Keith Charles
- 2004 : Danny Fantôme (Danny Phantom) : Skulker (voix)
- 2004 : Preuve à l'appui (Crossing Jordan) : William Avery
- 2005 - 2006 : Réunion : Destins brisés (Reunion) : Inspecteur Kenneth Marjorino
- 2005 - 2006 : Les Héros d'Higglyville (Higglytown Heroes) : Un policier (voix)
- 2006 : New York, unité spéciale (Law and Order : Special Victims Unit) : Roddy Franklin
- 2009 : NCIS : Los Angeles : Bobby Jenlow
- 2009 : Private Practice : Malcolm
- 2009 - 2010 : Saving Grace : Tom Harris
- 2013 : Dr Emily Owens (Emily Owens, M.D.) : John Calder
- 2013 : NCIS : Enquêtes spéciales (NCIS) : Détective Bill Shard
- 2014 : Sons of Anarchy : Moses Cartwright
- 2017 : Hawaii 5-0 : John Berris